# Parathiodina
Parathiodina Bryant, 1943 è un genere di ragni appartenente alla famiglia Salticidae.

## Etimologia
Il nome è composto dal greco παρὰ, parà, che significa simile, somigliante a e dal nome del genere Thiodina, con cui ha diverse caratteristiche in comune.

## Distribuzione
L'unica specie nota di questo genere è stata rinvenuta in alcune località dell'isola di Hispaniola.

## Tassonomia
A maggio 2010, si compone di una specie:
- Parathiodina compta Bryant, 1943[2] - Hispaniola